# Német Állatjólét Párt
A Német Állatjólét Párt (németül: Partei Mensch Umwelt Tierschutz, vagy röviden Die Tierschutzpartei) 1993-ban alapított párt Németországban. 2004-ben mintegy ezer tagja volt. 
A párt fő célkitűzése, hogy részletesebben foglalják Németország alkotmányába az állatok jogait.
A számos apró német párt közül a viszonylag sikeresek közé tartoznak, hiszen bár a Bundestagba nem jutottak be a 2005-ös választáskon, de megszerezték a szavazatok 0,2%-át.
Állatjólét pártok Hollandiában és Kanadában is működnek.

## Ismertebb párttagok
- Ingeborg Bingener
- Gisela Bulla
- Erich Gräßer
- Karin Rieden

## Lásd még
- Németországi pártok listája

## Külső hivatkozás
- Honlapjuk, németül